# Milton Babbitt
Pour les articles homonymes, voir Babbitt.
Milton Byron Babbitt est un compositeur américain, né le 10 mai 1916 à Philadelphie (Pennsylvanie) et mort le 29 janvier 2011  à Princeton. Il fut à l'origine du mouvement sériel généralisé. Il est aussi l'un des pionniers de la musique électronique. Son passage au CPEMC – Columbia Princeton Electronic Music Center (université de Princeton) – a grandement contribué à la diffusion du premier synthétiseur RCA d'Olson et Belar.

## Biographie
Babbitt est né à Philadelphie en Pennsylvanie et a grandi dans le Mississippi. Il a étudié le violon et plus tard la clarinette et le saxophone quand il était enfant. Il a très tôt montré une aptitude pour le jazz et la musique populaire.
C'est là qu'il s'intéressa à la musique des compositeurs de la seconde école de Vienne, et en vint à écrire plusieurs articles sur le dodécaphonisme comprenant la première description de la combinatorialité et de la technique sérielle de « time-point ».
Après avoir reçu son diplôme universitaire Bachelor of arts degree from New York University College of Arts and Science en 1935 avec les honneurs du Phi Beta Kappa, il s'en alla étudier avec Roger Sessions, d'abord en cours privé, ensuite à l'université de Princeton.
En 1947, Babbitt écrivit ses Three Compositions for Piano, qui sont les plus précoces exemples de sérialisme intégral en musique,, précédant de deux ans le Mode de valeurs et d'intensités de Messiaen et de cinq ans la Polyphonie X de Boulez. La Composition for Four Instruments l'année suivante fut le premier usage du sérialisme intégral pour un ensemble instrumental.
En 1958, Babbitt acquit une notoriété involontaire à cause d'un article dans le magazine populaire High Fidelity. Son titre « The Composer as Specialist » (« le compositeur en tant que spécialiste ») fut remplacé sans avoir été consulté ni consenti, par « Who Cares if You Listen? » . (« On s'en fiche que vous écoutiez »). Plus de trente ans après, à cause de ce « titre vulgaire et offensant », comme il le fit remarquer, il sera « selon toute vraisemblance toujours connu avant tout comme l'auteur de On s'en fiche que vous écoutiez plutôt que comme le compositeur d'une musique que vous pourriez ou non prendre la peine d'écouter » (Babbitt 1991, [1])
Babbitt plus tard s'intéressera à la musique électronique. Il fut engagé par RCA en tant que compositeur consultant pour travailler sur leur synthétiseur RCA Mark II et en 1961 il produisit « Music for Synthesizer ». Bon nombre de compositeurs considéraient les instruments électroniques comme un moyen de créer de nouveaux timbres. Babbit était plus intéressé par la précision rythmique qu'il pouvait obtenir en utilisant le Mark II synthesizer, une sorte de précision considérée, du moins en 1961, comme impossible à obtenir par des interprètes humains
Babbit continua à écrire à la fois de la musique électronique et à la fois pour des instruments conventionnels, parfois combinant les deux. Philomel (1964), par exemple, fut écrit pour soprano et accompagnement synthétiseur (incluant aussi une bande enregistré de la voix de Bethany Beardslee retravaillé, chanteuse pour laquelle la pièce avait été composée). Cette pièce fut écrite en collaboration avec le poète John Hollander et fut subventionnée par la fondation Ford.
Il pourrait sembler que son usage du Mark II Synthesizer ait donné l'habitude à Babbitt d'écrire une musique d'une complexité rythmique énorme, et que ses pièces pour instruments standards étaient trop complexes pour pouvoir être jouées par de simples mortels mais il est plus juste de dire que son intérêt pour ce type de complexité était simplement en avance sur son temps avec le Mark II et il a continué bien après la désuétude du Mark II jusqu'à nos jours.
En 1973, Babbitt devient membre de la faculté de Juilliard School.
En 1982, le prix Pullizer décerna une « citation spéciale à Milton Babbitt pour son œuvre de compositeur américain distingué et d'influence ».
Depuis 1985, il présidait à la remise des distinctions du BMI Student Composer Awards, la compétition internationale des jeunes compositeurs classiques.
En 1988, il reçut la distinction de l'institut des arts et des lettres du Mississippi pour la composition musicale.
Il a été aussi membre de l'Académie américaine des arts et des lettres.
Il meurt le 29 janvier 2011 à 94 ans.

## Compositions
- 1935 Generatrix for orchestra (non fini)
- 1939-41 String Trio
- 1940 Composition for String Orchestra (non fini)
- 1941 Symphony (non fini)
- 1941 Music for the Mass I for mixed chorus
- 1942 Music for the Mass II for mixed chorus
- 1946 Fabulous Voyage (musical, libretto: Richard Koch)
- 1946 Three Theatrical Songs for voice and piano
- 1947 Three Compositions for Piano
- 1948 Composition for Four Instruments
- 1948 String Quartet No. 1 (withdrawn)
- 1948; 54 Composition for Twelve Instruments
- 1949 Film Music for Into the Good Ground (withdrawn)
- 1950 Composition for Viola and Piano
- 1951 The Widow’s Lament in Springtime for soprano and piano
- 1951 Du for soprano and piano
- 1953 Woodwind Quartet
- 1954 String Quartet No. 2
- 1954 Vision and Prayer for soprano and piano
- 1955 Two Sonnets for baritone, clarinet, viola, and cello
- 1956 Duet for piano
- 1956 Semi-Simple Variations for piano
- 1957 All Set for alto sax, tenor sax, trp, trb, cb, pno, vib, percussion
- 1957 Partitions for piano
- 1960 Sounds and Words for soprano and piano
- 1960 Composition for Tenor and Six Instruments
- 1961 Composition for Synthesizer
- 1961 Vision and Prayer for soprano and synthesized tape
- Seconde Période
- 1964 Philomel for soprano, recorded soprano, synthesized tape
- 1964 Ensembles for Synthesizer
- 1965 Relata I for orchestra
- 1966 Post-Partitions for piano
- 1966 Sextets for violin and piano
- 1967 Correspondences for string orchestra and synthesized tape
- 1968 Relata II for orchestra
- 1968-69 Four Canons for SA
- 1969 Phonemena for soprano and piano
- 1970 String Quartet No. 3
- 1970 String Quartet No. 4
- 1971 Occasional Variations for synthesized tape
- 1972 Tableaux for piano
- 1974 Arie Da Capo for five instrumentalists
- 1975 Reflections for piano and synthesized tape
- 1975 Phonemena for soprano and synthesized tape
- 1976 Concerti for violin, small orchestra, synthesized tape
- 1977 A Solo Requiem for soprano and two pianos
- 1977 Minute Waltz (or 3/4 - 1/8) for piano
- 1977 Playing for Time for piano
- 1978 My Ends Are My Beginnings for solo clarinetist
- 1978 My Complements to Roger for piano
- 1978 More Phonemena for twelve-part chorus
- 1979 An Elizabethan Sextette for six-part women’s chorus
- 1979 Images for saxophonist and synthesized tape
- 1979 Paraphrases for ten instrumentalists
- 1980 Dual for cello and piano
- Troisième période
- 1981 Ars Combinatoria for small orchestra
- 1981 Don for four-hand piano
- 1982 The Head of the Bed for soprano and four instruments
- 1982 String Quartet No.5
- 1982 Melismata for solo violin
- 1982 About Time for piano
- 1983 Canonical Form for piano
- 1983 Groupwise for flautist and four instruments
- 1984 Four Play for four players
- 1984 It Takes Twelve to Tango for piano
- 1984 Sheer Pluck (composition for guitar)
- 1985 Concerto for piano and orchestra
- 1985 Lagniappe for piano
- 1986 Transfigured Notes for string orchestra
- 1986 The Joy of More Sextets for piano and violin
- 1987 Three Cultivated Choruses for four-part chorus
- 1987 Fanfare for double brass sextet
- 1987 Overtime for piano
- 1987 Souper for speaker and ensemble
- 1987 Homily for snare drum
- 1987 Whirled Series for saxophone and piano
- 1988 In His Own Words for speaker and piano
- 1988 The Virginal Book for contralto and piano
- 1988 Beaten Paths for solo marimba
- 1988 Glosses for Boys’ Choir
- 1988 The Crowded Air for eleven instruments
- 1989 Consortini for five players
- 1989 Play It Again, Sam for solo viola
- 1989 Emblems (Ars Emblematica), for piano
- 1989 Soli e Duettini for two guitars
- 1989 Soli e Duettini for flute and guitar
- 1990 Soli e Duettini for violin and viola
- 1990 Envoi for four hands, piano
- 1991 Preludes, Interludes, and Postlude for piano
- 1991 Four Cavalier Settings for tenor and guitar
- 1991 Mehr “Du” for soprano, viola and piano
- 1991 None But The Lonely Flute for solo flute
- 1992 Septet, But Equal
- 1992 Counterparts for brass quintet
- 1993 Around the Horn for solo horn
- 1993 Quatrains for soprano and two clarinets
- 1993 Fanfare For All for brass quintet
- 1993 String Quartet No.  6
- 1994 Triad for viola, clarinet, and piano
- 1994 No Longer Very Clear for soprano and four instruments
- 1994 Tutte Le Corde for piano
- 1994 Arrivals and Departures for two violins
- 1994 Accompanied Recitative for soprano sax and piano
- 1995 Manifold Music for organ
- 1995 Bicenguinguagenary Fanfare for brass quintet
- 1995 Quartet for piano and string trio
- 1996 Quintet for clarinet and string quartet
- 1996 When Shall We Three Meet Again? for flute, clarinet and vibraphone
- 1998 Piano Concerto No. 2
- 1998 The Old Order Changeth for piano
- 1999 Composition For One Instrument (Celesta)
- 1999 Allegro Penseroso for piano
- 1999 Concerto Piccolino for vibraphone
- 2000 Little Goes a Long Way for violin and piano
- 2000 Pantuns for soprano and piano
- 2002 From the Psalter soprano and string orchestra
- 2002 Now evening after evening for soprano and piano
- 2003 Swan Song No.1 for flute, oboe, violin, cello, and two guitars
- 2003 A Waltzer in the House for soprano and vibraphone
- 2004 Concerti for Orchestra, for James Levine and the Boston Symphony Orchestra
- 2004 Autobiography of the Eye for soprano and cello
- 2005-6 More Melismata for solo cello
- 2006 Last : An Encore for violin & piano